# Sei Beras-Beras
Sei Beras-Beras is een bestuurslaag in het regentschap Indragiri Hulu van de provincie Riau, Indonesië. Sei Beras-Beras telt 1504 inwoners (volkstelling 2010).